# (36411) 2000 OM49
2000 OM49 (asteroide 36411) é um asteroide da cintura principal. Possui uma excentricidade de 0.11824300 e uma inclinação de 15.48588º.
Este asteroide foi descoberto no dia 31 de julho de 2000 por LINEAR em Socorro.